# János Sajnovics
János Sajnovics (* 12. května 1733, Tordas, Maďarsko – † 4. května 1785, Budín, Maďarsko) byl maďarský astronom a jazykovědec.

## Biografie
Narodil se 12. května 1733 v Tordasi. Středoškolské studium absolvoval v Rábu a Budíně v roce 1748 vstoupil do jezuitského řádu a v letech 1749– 1750 působil jako učitel v Trenčíně, Pozsoni a Jageru. Od roku 1751 studoval na trnavské univerzitě, kde se věnoval studiu filozofie, pak studoval teologii, matematiku a astronomii na univerzitě ve Vídni. Po dobu 3 let 1758 – 1760 byl asistentem Maximiliána Hella na vídeňské hvězdárně.
V roce 1765– 1773 byl zaměstnancem univerzitní hvězdárny v Trnavě a od roku 1773 profesorem matematiky na královské akademii v Budíně.
V letech 1768– 1770 se po boku M. Hella zúčastnil vědecké expedice na ostrov Vardö v severním Norsku. Prvořadým cílem této expedice bylo pozorovaní přechodu Venuše před slunečním kotoučem.
Během expedice se zúčastnil nejen astronomických, meteorologických a přírodovědeckých bádání, ale věnoval se i zkoumání jazyka Laponců. Ve svém díle Demonstratio Idioma Hungarorum et Lapponum Idem Esse vydaném ještě v době expedice v Kodani v roce 1770). Jako první podal exaktní důkaz příbuznosti maďarštiny a laponštiny, čímž se stal zároveň průkopníkem srovnávací lingvistiky. Byl autorem i jedné méně významné astronomické příručky.